# Guerra Franco-Tailandesa
A Guerra Franco-Tailandesa (em tailandês:  กรณีพิพาทอินโดจีน em francês:  Guerre franco-thaïlandaise) (1940-1941) foi travada entre a Tailândia e a França de Vichy por determinadas áreas da Indochina francesa que pertencera à Tailândia.
As negociações com a França pouco antes da Segunda Guerra Mundial haviam mostrado que o governo francês estava disposto a fazer mudanças apropriadas nas fronteiras entre a Tailândia e a Indochina francesa. Após a queda da França em 1940, o Major-General Plaek Pibulsonggram (popularmente conhecido como "Phibun"), o primeiro-ministro da Tailândia, decidiu que a derrota da França deu aos tailandeses uma chance ainda melhor para recuperar os territórios que haviam perdido durante o reinado do rei Chulalongkorn.
A ocupação alemã da França metropolitana fez a França manter em suas possessões ultramarinas, incluindo a Indochina. A isolada administração colonial teve cortada sua ajuda externa e os suprimentos externos. Após a invasão japonesa da Indochina em setembro de 1940, os franceses foram obrigados a permitir que o Japão instalasse bases militares. Este comportamento aparentemente subserviente convenceu o regime de Phibun que a França de Vichy não seria capaz de resistir seriamente a um confronto com a Tailândia.